# Jølster

Lage von Jølster in Sogn og Fjordane

Jølster war eine Kommune in der norwegischen Provinz Sogn og Fjordane (2020 Teil von Vestland geworden). Ihr Verwaltungssitz war Skei i Jølster. Im Zuge der Kommunalreform in Norwegen wurden Jølster, Førde, Gaular und Naustdal zum 1. Januar 2020 zur neuen Gemeinde Sunnfjord zusammengelegt.
Auf einer Fläche von 670,8 km² lebten 3047 Einwohner (Stand: 1. Januar 2019). Die Kommunennummer war 1431. Letzter Bürgermeister war Oddmund Klakegg (Sp).
Der Name Jølster kommt vom norrønen Ausdruck „jolmster“, das in etwa „Geräusch“ oder „Lärm“ bedeutet und sich auf das Geräusch des Flusses Jølstra bezieht.

## Geographie
Die Kommune lag in der Landschaft Sunnfjord. Die Kommune grenzte im Norden an Gloppen und Stryn, im Osten an Luster und Sogndal, im Süden und Westen an Førde und im Nordwesten an Naustdal. Der Jølstravatnet-See teilte den Verwaltungsbezirk in zwei Hälften. Es gab in der Kommune zwei Ortschaften, Vassenden („Wasserende“) und Skei. Der höchste Berg in der Kommune hieß Snønipa, er ist 1.827 Meter hoch. Der Jostedalsbreen-Nationalpark lag teilweise in der Kommune.

## Sehenswürdigkeiten

### Astruptunet
Astruptunet war der Wohnsitz des Malers Nikolai Astrup (1880–1928) für die letzten 14 Jahre seines Lebens. Der Astrup-Hof (Astruptunet) ist heute Museum und Galerie. Nikolai Astrup lebte den Großteil seines Lebens in Jølster. Astrup gilt als Maler Westnorwegens, da seine Motive meist aus dieser Gegend stammten.

### Eikaas-Galerie
Der Maler Ludvig Eikaas ist ebenfalls eng mit Jølster verbunden. Die Eikaas-Galerie war eine Milchfarm in Ålhus. Diese wurde von der Gemeinde Jølster gekauft und in eine Galerie umgewandelt. Die Kollektion umfasst 300 Arbeiten Ludvig Eikaas'. Eröffnet wurde sie 1994.

### Jølstra-Museum
Das Jølstra-Museum ist ein Museumsdorf, das auch Arbeiten von Nikolai Astrup enthält.

### Wappen

Wappen von Jølster

Das Wappen wurde am 22. Juli 1983 eingeführt. Es ist auf das Wappen Audun Hugleikssons zurückzuführen. Dieser wurde 1302 hingerichtet. Er war ein Edelmann im Mittelalter, der Jølster gründete und die Audunborg erbaute. Diese Burg ist eine von nur zwei privat erbauten Steinburgen in Norwegen. Auf seinem Wappen führte er eine Rose, umgeben von einer Bordüre von Lilien. Das Wappen von Jølster ist auf diese Bordüre zurückzuführen. Das Symbol ist golden auf einem roten Hintergrund.

## Persönlichkeiten mit Bezug zur Jølster-Kommune
- Audun Hugleiksson, Baron, Stallmeister und königlicher Schatzmeister unter König Erik II. von Norwegen
- Nikolai Astrup, norwegischer Maler

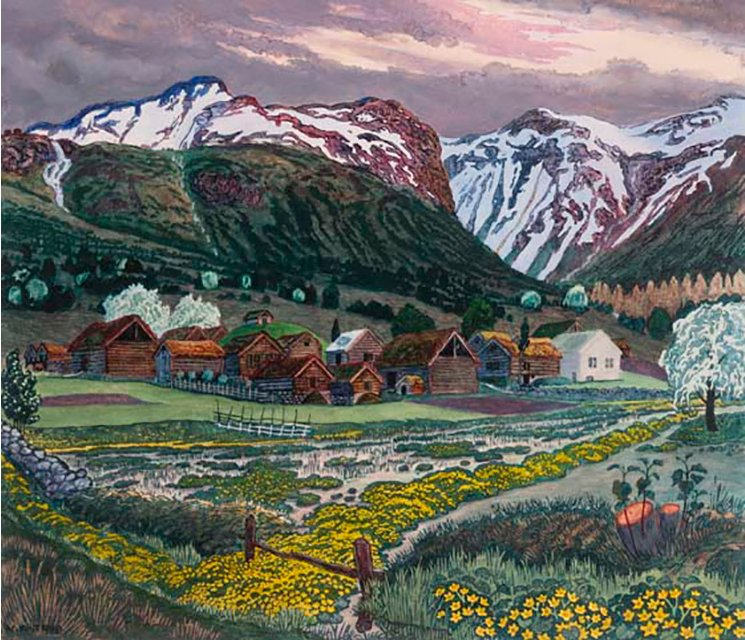
Malerei von Nikolai Astrup